# Anna Siedojkina
Anna Siergiejewna Siedojkina (ros. Анна Сергеевна Седойкина; ur. 1 sierpnia 1984 r. w Wołgogradzie) – rosyjska piłkarka ręczna, reprezentantka kraju, zawodniczka Rostowa nad Donem, występująca na pozycji bramkarki.
25 sierpnia 2016 roku została odznaczona przez prezydenta Władimira Putina rosyjskim Orderem Przyjaźni.

## Sukcesy reprezentacyjne
- Igrzyska olimpijskie:
  -  2016
- Mistrzostwa świata:
  -  2009
- Mistrzostwa Europy:
  -  2018
  -  2008

## Sukcesy klubowe
- Liga Mistrzyń:
  - Półfinał: 2014-2015 (Dinamo Wołgograd), 2017-2018 (GK Rostow-Don)
- Puchar EHF:
  -  2007-2008 (Dinamo Wołgograd), 2016-2017 (GK Rostow-Don)
  - Półfinał: 2008-2009 (Dinamo Wołgograd)
- Puchar Zdobywców Pucharów:
  - Półfinał: 2011-2012 (Dinamo Wołgograd)
- Mistrzostwa Rosji:
  -  2000–2001, 2008–2009, 2009–2010, 2010–2011, 2011–2012, 2012–2013, 2013–2014 (Dinamo Wołgograd), 2016–2017, 2017–2018 (GK Rostow-Don)
  -  2001–2002, 2002–2003, 2003–2004, 2004–2005, 2005–2006 (Dinamo Wołgograd), 2015-2016 (GK Rostow-Don)
  -  2006–2007, 2007–2008 (Dinamo Wołgograd)
- Puchar Rosji:
  -  2015–2016, 2016–2017, 2017-2018 (GK Rostow-Don)
  -  2008–2009 (Dinamo Wołgograd)
- Superpuchar Rosji:
  -  2016, 2017, 2018 (GK Rostow-Don)